# Флоринский, Сергей Фёдорович
Сергей Фёдорович Флоринский (Сергий Флоринский; священномученик Сергий Раквереский, 4 марта 1873, Суздаль — 30 декабря 1918, лес Палермо близ города Везенберга, ныне Раквере, Эстония) — священник Русской православной церкви, протоиерей. Включён в Собор новомучеников и исповедников Российских в 2002 году.

## Биография
Родился 4 марта 1873 в Суздале в семье священника церкви святых бессеребренников Космы и Дамиана Феодора Флоринского.
В 1893 году окончил курс Владимирской духовной семинарии.
В 1893—1900 годах — учитель в Яксаевском земском училище Суздальского уезда.
5 марта 1900 года был рукоположён во иерея и направлен на должность священника в церкви 151-го пехотного Пятигорского полка (местечко Берёза-Картузская Гродненской губернии).
В 1904—1905 годах с частью военнослужащих своего полка участвовал в Русско-японской войне. Награждён орденом Святой Анны и памятной бронзовой медалью на Александро-Георгиевской ленте.
В 1914—1917 годах вместе со своим полком находился в действующей армии. Награждён орденами Святой Анны, Святого Владимира IV степени и золотым наперсным крестом на Георгиевской ленте (последняя награда вручалась за особые заслуги на поле боя). Командир полка полковник Д. Л. Ардазиани так характеризовал его: «отец Сергий примерный пастырь во всех отношениях, незаменимое духовное лицо на поле брани и прекрасный человек».
С 22 июня 1917 года — священник в 29-м полевом запасном госпитале, который в это время располагался в Эстляндии, в городе Везенберге (ныне Раквере). Служил в госпитале до его расформирования 22 марта 1918 года (в январе госпитальный комитет отказался исполнять в отношении отца Сергия приказ народного комиссариата об увольнении всего духовенства из военного ведомства и вынес решение о его оставлении на службе в госпитале «по желанию всего состава служащих»). Остался жить в Везенберге, так как местные эстонские власти не давали разрешения на его выезд на родину.

## Мученическая кончина
16 декабря 1918 года войска Красной армии заняли Везенберг. Через три дня протоиерей Сергий был арестован как представитель старого реакционного режима и как подозрительное лицо, находящееся в Эстляндии без определённого рода занятий. Его обвинили также в причастности к формированию частей Северного корпуса. 20 декабря он был допрошен, 26 декабря 1918 года ему был вынесен смертный приговор. «Считаю одно: вина моя в том, что я священник, в чём и расписываюсь», — заявил отец Сергий в конце своего единственного и краткого допроса, протокол которого занял всего одну страницу рукописного текста.
Расстрелян вместе с другими осуждёнными в лесу Палермо, где ныне установлен памятный камень. Всего там были казнены 82 человека, в том числе лютеранский пастор Вальтер Хуго Теодор Паукер. После ухода большевиков все расстрелянные были перезахоронены. Протоиерей Сергий Флоринский был похоронен на городском кладбище.

## Канонизация и обретение мощей
В 2002 году причислен Русской православной церковью к лику священномучеников для общецерковного почитания. 
Обретение мощей священномученика Сергия Флоринского состоялось 2 июля 2003 года. В присутствии митрополита Таллинского и всея Эстонии Корнилия захоронение было вскрыто после специального молебна. Чин обретения мощей был совершен в Эстонии впервые. Мощи священномученика Сергия Флоринского были помещены в раку, которая была выставлена в церкви Рождества Пресвятой Богородицы города Раквере для молитвенного почитания. 
С тех пор храм посетили немало паломников, туристов и делегаций из России, Англии, Франции, США, Финляндии, Латвии, Литвы, Украины. Частица мощей была передана в дар Санкт-Петербургской епархии и помещена в Никольский морской собор.
День памяти — 30 декабря.

## Семья
- Жена (с 1900 года) — Елизавета Ивановна Смоленская, дочь полкового священника лейб-гвардии Уланского Её Величества полка протоиерея Иоанна Смоленского.
- Внук — профессор истории Михаил Фёдорович Флоринский.